# Joseph Kokoll
Joseph Kokoll (* 24. August 1894 in Wien als Josef Ernest Kokoll; † 5. September 1954 ebenda) war ein österreichischer Radrennfahrer und nationaler Meister im Radsport.

## Sportliche Laufbahn
Kokoll war Straßenradsportler. 1916 wurde er zweifacher Österreichischer Staatsmeister. Er gewann den Titel im Straßenrennen und im Bergfahren vor Artur Töpfer. 1917 verteidigte er den Straßentitel vor Konrad Puhrer und die Bergmeisterschaft vor Franz Peresson. Seinen dritten Titel im Straßenrennen holte Kokoll 1918 vor Artur Töpfer, vor dem er auch 1919 die Meisterschaft gewann.
Im damals in Österreich bedeutendsten Eintagesrennen Wien–Graz–Wien kam er 1919 und 1920 jeweils auf den 2. Platz.